# Matthew López
Pour les articles homonymes, voir López.
 (juin 2024).
La mise en forme du texte ne suit pas les recommandations de Wikipédia : il faut le « wikifier ».
Les points d'amélioration suivants sont les cas les plus fréquents. Le détail des points à revoir est peut-être précisé sur la page de discussion.
- Les titres sont pré-formatés par le logiciel. Ils ne sont ni en capitales, ni en gras.
- Le texte ne doit pas être écrit en capitales (les noms de famille non plus), ni en gras, ni en italique, ni en « petit »…
- Le gras n'est utilisé que pour surligner le titre de l'article dans l'introduction, une seule fois.
- L'italique est rarement utilisé : mots en langue étrangère, titres d'œuvres, noms de bateaux, etc.
- Les citations ne sont pas en italique mais en corps de texte normal. Elles sont entourées par des guillemets français : « et ».
- Les listes à puces sont à éviter, des paragraphes rédigés étant largement préférés. Les tableaux sont à réserver à la présentation de données structurées (résultats, etc.).
- Les appels de note de bas de page (petits chiffres en exposant, introduits par l'outil «  Source ») sont à placer entre la fin de phrase et le point final[comme ça].
- Les liens internes (vers d'autres articles de Wikipédia) sont à choisir avec parcimonie. Créez des liens vers des articles approfondissant le sujet. Les termes génériques sans rapport avec le sujet sont à éviter, ainsi que les répétitions de liens vers un même terme.
- Les liens externes sont à placer uniquement dans une section « Liens externes », à la fin de l'article. Ces liens sont à choisir avec parcimonie suivant les règles définies. Si un lien sert de source à l'article, son insertion dans le texte est à faire par les notes de bas de page.
- La présentation des références doit suivre les conventions bibliographiques. Il est recommandé d'utiliser les modèles {{Ouvrage}}, {{Chapitre}}, {{Article}}, {{Lien web}} et/ou {{Bibliographie}}. Le mode d'édition visuel peut mettre en forme automatiquement les références.
- Insérer une infobox (cadre d'informations à droite) n'est pas obligatoire pour parachever la mise en page.

Pour une aide détaillée, merci de consulter Aide:Wikification.
Si vous pensez que ces points ont été résolus, vous pouvez retirer ce bandeau et améliorer la mise en forme d'un autre article.
Matthew López est un dramaturge, réalisateur et scénariste américain. Sa pièce The Inheritance, mise en scène par Stephen Daldry, a été présentée pour la première fois au Young Vic de Londres en 2018, où elle a été qualifiée de « pièce américaine la plus importante du siècle ». Il a été joué dans le West End plus tard cette année-là, puis à Broadway en 2019. The Inheritance est la pièce américaine la plus récompensée depuis une génération, remportant les prix de la « Meilleure pièce » à Londres et à New York, notamment le Tony Award, l'Olivier Award, le Drama Desk Award, l"Evening Standard Award, le London Critics Circle Award, Outer Critics Circle Award, Drama League Award, WhatsOnStage Award et Southbank Sky Arts Award.
Il est le premier auteur latino à remporter le Tony Award de la meilleure pièce. En 2023, López a reçu une deuxième nomination aux Tony Awards pour avoir co-écrit le livre de l'adaptation musicale du film Some Like It Hot. La pièce a reçu le plus de nominations de toutes les émissions cette saison. Ses deux productions à Broadway ont été nommées pour 24 Tony Awards, en remportant 8,, dont trois prix d'interprétation,.
En 2023, Lopez fait ses débuts en tant que réalisateur avec My Dear F***ing Prince, qu'il a adapté du roman de Casey McQuiston. Le film a été un succès à la fois critique et commercial, débutant à la première place pendant plusieurs semaines sur Amazon Prime. À New York, le travail de López a été monté hors Broadway avec The Whipping Man et The Legend of Georgia McBride. Il est également l'auteur des pièces de théâtre Somewhere, Reverberation, The Sentinels et Zoey's Perfect Wedding,,,.

## Jeunesse, études et vie familiale
López est né à Panama City, en Floride. Il est le fils de deux enseignants. Son père, né à San Juan, Porto Rico, est le frère aîné de l'actrice Priscilla López.

## Carrière

### Théâtre

#### The Whipping Man
La pièce de théâtre qui a fait connaître López, The Whipping Man, a été montée au Luna Stage à Montclair, New Jersey en 2006 et puis Off-Broadway au Manhattan Theatre Club le 1er février 2011, mise en scène par Doug Hughes et avec Andre Braugher et Andre Holland. La production Off-Broadway de The Whipping Man a été prolongée quatre fois et a remporté le Obie Award de la meilleure Interprétation 2011 (Braugher) et le Lucille Lortel Award 2011 pour le meilleur éclairage. López a remporté le John Gassner New Play Award.
The Whipping Man se déroule à Richmond, en Virginie, au lendemain de la guerre civile américaine et met en scène deux esclaves récemment libérés rencontrant leur ancien maître. Les anciens esclaves, comme leur ancien maître, s'identifient comme juifs. La pièce examine l'événement unique de la Pâque en 1865, commençant le lendemain de la capitulation de Robert E. Lee à Appomattox. Il explore le sens de la liberté et les différentes manières dont les gens sont asservis – aux dépendances, aux préjugés. Dans sa critique du New York Times, Charles Isherwood a qualifié la pièce de « émotionnellement puissante, presque surréaliste dans les couches de sens qu'elle évoque ». Braugher et Holland ont tous deux été acclamés par la critique pour leurs performances. Entre 2012 et 2016, The Whipping Man était l’une des pièces les plus produites en Amérique.

#### Somewhere
Somewhere a été montée au Old Globe Theatre à San Diego en septembre 2011, avant de déménager à Hartford Stage, Hartford, Connecticut. Matthew López était le dramaturge en résidence au Old Globe Theatre. La pièce, avec une distribution majoritairement latina, met en scène une famille vivant à Manhattan en 1959, à l'époque où West Side Story capturait l'air du temps. Le projet de construction du Lincoln Center et la démolition de leur quartier qui s'ensuit obligent la famille à se battre pour sa maison et ses rêves. Somewhere a été réalisé par Giovanna Sardelli. La tante de Matthew López, Priscilla López a joué dans la pièce. Les critiques ont loué la production, comparant l'écriture de López à The Glass Menagerie de Tennessee Williams. L'histoire de Somewhere a ses racines dans l'histoire familiale de López. Son père était figurant dans l'adaptation cinématographique de West Side Story en 1961, où il apparaît à l'écran dans la cour de récréation, juste après le prologue.

#### Reverberation
La pièce suivante de López, Reverberation, a été montée au Hartford Stage, à Hartford, Connecticut du 19 février 2015 au 15 mars, mise en scène par Maxwell Williams et mettant en vedette Luke Macfarlane. L'histoire suit Jonathan, un jeune New-Yorkais gay, qui passe de plus en plus de temps enfermé dans son appartement d'Astoria à la suite d'une violente attaque qui l'a traumatisé au point d'avoir peur de sortir de chez lui. Il se lie d'amitié avec sa nouvelle voisine d'étage, Claire, un personnage ressemblant à Holly Golightly qui, malgré sa vie sociale active, est tout aussi effrayée et seule que Jonathan. La pièce examine comment la violence –contre les femmes, contre la communauté LGBTQ– affecte la vie de ceux qui la subissent directement et indirectement. Charles Isherwood du New York Times écrit que « la pièce est marquée par une perception de la solitude résonnante avec laquelle vivent de nombreux citadins ».

#### The Legend of Georgia McBride
La légende de Georgia McBride a été montée au Denver Center for the Performing Arts en 2014, et Off-Broadway au Lucille Lortel Theatre en 2015. La pièce raconte l'histoire de Casey, un imitateur d'Elvis malchanceux qui est incité à transformer ses combinaisons en robes et à devenir une drag queen. La pièce oscille entre une comédie plaisante et des numéros de danse à couper le souffle, Charles Isherwood du New York Times commentant que la pièce était "pleine d'audace et de bonne humeur - avec un ou deux spritz de sentimentalité". En février 2018, New Regency a annoncé qu'elle développait l'adaptation cinématographique de la pièce en collaboration avec la société de production de Jim Parsons.

#### The Inheritance
La pièce de López, The Inheritance, mise en scène par Stephen Daldry, a été créée au Young Vic Theatre de Londres en 2018, où elle a été saluée par le Daily Telegraph comme « la pièce américaine la plus importante du siècle ». Elle a été transférée au Noël Coward Theatre dans le West End plus tard cette année-là et a ouvert ses portes à Broadway l'automne dernier. The Inheritance a remporté onze nominations pour les 74e Tony Awards, dont celle de la meilleure pièce, ainsi que huit nominations aux Laurence Olivier Awards 2019, gagnant pour la meilleure nouvelle pièce, le meilleur réalisateur (Stephen Daldry), le meilleur acteur (Kyle Soller) et le meilleur éclairage (Jon Clark). López a également reçu le Evening Standard Award  et le Critics Circle Theatre Award pour la meilleure nouvelle pièce. Rassemblant les prix de la « Meilleure pièce » à Londres et à New York, notamment l'Olivier Award, le Drama Desk Award, l'Evening Standard Award, le London Critics Circle Award, l'Outer Critics Circle Award, le Drama League Award, le WhatsOnStage Award et le Southbank Sky Arts Award, The Inheritance est la pièce de théâtre américaine la plus honorée de sa génération. López est le premier dramaturge latino à remporter l'un de ces prix pour la meilleure pièce de théâtre. The Inheritance a également été sélectionné comme récipiendaire du GLAAD Media Award pour une production exceptionnelle à Broadway.
Située à New York trois décennies après le pic de l'épidémie de sida, The Inheritance s'interroge sur ce que signifie être un homme gay aujourd'hui, explorant les relations et les liens selon l'âge et la classe sociale et se demandant quelles peuvent être les responsabilités d'une génération envers la suivante. La pièce est une adaptation libre du roman Howards End d'EM Forster. La première mettait en vedette un casting comprenant Vanessa Redgrave, John Benjamin Hickey et Paul Hilton dans le rôle de Forster lui-même. L'Evening Standard a déclaré la pièce « une œuvre d'une grâce, d'une vérité et d'une beauté rares ». La pièce a été créée à Broadway au Ethel Barrymore Theatre le 27 septembre 2019, en avant-première, avec l'ouverture officielle le 17 novembre. Il a remporté le Tony Award de la meilleure pièce aux Tony Awards 2021. En juin 2020, en l'honneur du 50e anniversaire de la première Marche des fiertés LGBTQ, Queerty l'a nommé parmi les cinquante héros « menant la nation vers l'égalité, l'acceptation et la dignité pour tous »,.

#### Certains l'aiment chaud
López a également co-écrit l'adaptation musicale du célèbre film Some Like It Hot, pour lequel il a reçu un Tony Award du meilleur livret de comédie musicale. La comédie musicale est une réimagination radicale du film bien-aimé pour un public moderne, dans laquelle le personnage de Daphné (dans une performance de J. Harrison Ghee qui lui a valu un Tony) commence à réévaluer son identité de genre. Se déroulant à Chicago, alors que la prohibition donne à tout le monde soif d'un peu d'excitation, Some Like It Hot est l'histoire passionnante de deux musiciens contraints de fuir la ville après avoir été témoins d'un coup de la mafia. Avec des gangsters à leurs trousses, ils sont en fuite et deviennent les nouveaux membres du big band le plus swinguant jamais vu à travers le pays. Peuvent-ils se cacher à la vue de tous sans se perdre complètement ? Ou la foule, la vérité, et peut-être même l’amour lui-même, finiront-ils par les rattraper ?  López a co-écrit le livre avec Amber Ruffin, avec une musique de Marc Shaiman, des paroles de Scott Wittman et Shaiman, et une mise en scène et une chorégraphie de Casey Nicholaw.

### Cinéma et télévision
En octobre 2020, López a signé un accord global de développement télévisuel avec Amazon Studios.
López a fait ses débuts en tant que réalisateur à l'été 2023 avec l'adaptation cinématographique de la comédie romantique LGBTQ+ Red, White & Royal Blue pour Amazon Studios. López a également adapté le scénario basé sur le roman à succès de Casey McQuiston. Le film dépeint une histoire d'amour naissante entre le fils du président des États-Unis (Taylor Zakhar Perez) et un prince britannique (Nicholas Galitzine).
López travaille également sur une réimagination du succès emblématique du box-office de Whitney Houston de 1992, The Bodyguard, pour Warner Bros, ainsi que sur une adaptation en long métrage du roman Leading Men pour Searchlight Pictures, centrée sur Tennessee Williams et son partenaire de longue date Frank Merlo,.
En mai 2024, López a annoncé qu'il reviendrait pour écrire et réaliser une suite de My Dear F***ing Prince. Il co-écrit le scénario avec McQuiston.

## Récompenses et nominations
| Year | Award                                | Category                                                                | Work                    | Result     | Ref.   |
| ---- | ------------------------------------ | ----------------------------------------------------------------------- | ----------------------- | ---------- | ------ |
| 2011 | Outer Critics Circle Award           | John Gassner Award                                                      | The Whipping Man        | Lauréat    |        |
| 2018 | Evening Standard Theatre Award       | Best Play                                                               | The Inheritance         | Lauréat    | [ 55 ] |
| 2018 | Critics' Circle Theatre Award        | Best New Play                                                           | The Inheritance         | Lauréat    |        |
| 2019 | Laurence Olivier Award               | Best New Play                                                           | The Inheritance         | Lauréat    | [ 56 ] |
| 2019 | South Bank Sky Arts Award            | Theatre                                                                 | The Inheritance         | Lauréat    | [ 57 ] |
| 2019 | WhatsOnStage Award                   | Best New Play                                                           | The Inheritance         | Lauréat    | [ 58 ] |
| 2020 | Tony Award                           | Best Play                                                               | The Inheritance         | Lauréat    | [ 59 ] |
| 2020 | Drama Desk Award                     | Outstanding Play                                                        | The Inheritance         | Lauréat    | [ 60 ] |
| 2020 | Drama League Award                   | Outstanding Production of a Play                                        | The Inheritance         | Lauréat    | [ 61 ] |
| 2020 | New York Drama Critics' Circle Award | Best Play                                                               | The Inheritance         | Finaliste  | [ 62 ] |
| 2020 | Outer Critics Circle Award           | Outstanding New Broadway Play                                           | The Inheritance         | Honoree    | [ 63 ] |
| 2020 | GLAAD Media Award                    | Outstanding Broadway Production                                         | The Inheritance         | Lauréat    | [ 64 ] |
| 2023 | Tony Award                           | Best Book of a Musical                                                  | Some Like It Hot        | Nomination | [ 65 ] |
| 2023 | Drama Desk Award                     | Outstanding Book of a Musical                                           | Some Like It Hot        | Lauréat    | [ 66 ] |
| 2023 | Outer Critics Circle Award           | Outstanding Book of a Musical                                           | Some Like It Hot        | Nomination | [ 67 ] |
| 2024 | Producers Guild Awards               | Award for Outstanding Producer of Televised or Streamed Motion Pictures | Red, White & Royal Blue | Nomination |        |
| 2024 | GLAAD Media Award                    | Outstanding Film – Streaming or TV                                      | Red, White & Royal Blue | Nomination |        |
| 2024 | GLAAD Media Award                    | Queer Fan Favorite                                                      | Red, White & Royal Blue | Lauréat    |        |